# Iljinka (obwód rostowski)
Iljinka (ros. Ильинка) – chutor w Rosji, w obwodzie rostowskim, w rejonie biełokalitwińskim. W 2010 liczył 1167 mieszkańców.